# Verdrag
Een verdrag, ook conventie of traktaat, is tegenwoordig een schriftelijke overeenkomst van bindende aard tussen twee of meer staten of volkenrechtelijke instellingen, in de geschiedenis ook een overeenkomst tussen vorsten, kerkelijk leiders, grootgrondbezitters, mogendheden en andere machthebbers en bestuurlijke organen. Een verdrag tussen meer dan twee partijen heet een multilateraal verdrag.
Nederland is partij bij verdragen als 'Koninkrijk der Nederlanden', bestaand uit Nederland, Aruba, Curaçao en Sint Maarten. Na ondertekening van een verdrag beslissen Aruba, Curaçao en Sint Maarten zelf of het verdrag ook voor hen zal gelden. De Nederlandse overheid biedt burgers online toegang tot de verzameling verdragen waarbij het Koninkrijk partij is.
In andere talen, bijvoorbeeld het Duits, wordt met het woord verdrag (Vertrag) ook een overeenkomst in het algemeen aangeduid.

## Verdragen in het algemeen
Verdragen kunnen worden gesloten tussen staten onderling, tussen staten en andere internationale rechtspersonen of subjecten van internationaal recht en tussen hen onderling. Denk bij internationale rechtspersonen aan internationale organisaties als de Verenigde Naties of de Raad van Europa, maar ook de Europese Unie is door het opstellen van een reeks verdragen tot stand gekomen. Het internationaal recht kent geen internationaal geldende handhavingsregels. De regels tot nakoming van een verdrag en de instantie waar geschillen kunnen worden voorgelegd, moeten daarom bij het verdrag worden geregeld.
In de oudheid begrepen de Carthagen en Romeinen al dat handel drijven vooral profijt brengt, als afspraken worden nagekomen. In de Romeinse tijd werd het rechtsbeginsel pacta sunt servanda vastgelegd: afspraken moeten worden bediend, ofwel partijen zijn verplicht gesloten verdragen te goeder trouw na te komen. Dit beginsel is al te vinden in het oude Egypte en bij de Chinezen en komt later herhaald voor in de Koran.
Het opzetten van een verdrag is het instrument bij uitstek om (dreigende) geschillen tussen staten bij te leggen of om een andere reden tot bindende afspraken tussen staten te komen. Hoewel strikt formeel verdragen ook mondeling kunnen worden gesloten, gebeurt dit in de praktijk nauwelijks tot niet omdat moeilijk te bewijzen is wat is afgesproken. Wel is het zo, dat als uit de praktijk blijkt, door een reeks dezelfde handelingen in een overeenkomstige situatie, dat een of meer staten bepaalde regels aanhouden, deze bestendige praktijk als internationaal gewoonterecht kan worden aangezien. Dat is bijvoorbeeld het geval bij het belangrijke wereldwijd breed gedragen VN-Zeerechtverdrag UNCLOS, dat de Verenigde Staten niet ratificeerden maar waar ze zich grotendeels aan gebonden voelen voor zover het een codificatie van gewoonterecht is.
Met het begrip volkenrecht wordt een stelsel van zogenaamde "horizontale handhaving" aangeduid. Er is, op enkele uitzonderingen na, geen centrale internationale instantie die internationaal afgesproken rechtsregels handhaaft: partijen kiezen, binnen de grenzen van het internationaal recht, zelf de wijze waarop zij handhaven.
Algemene regels voor verdragen zijn te vinden in het in 1969 in Wenen gesloten Verdrag inzake het verdragenrecht.

## Nederland - monistisch stelsel
Voor wat betreft Nederland geldt het monistische stelsel wat betekent dat internationale verdragen en besluiten van volkenrechtelijke organisaties samen met het nationale recht als één rechtsorde worden beschouwd waarbij de internationale verdragen van een juridisch hogere orde zijn dan Nederlandse wettelijke voorschriften. In andere landen als bijvoorbeeld Engeland geldt een dualistisch stelsel, het internationaal recht wordt beschouwd als een andere rechtsorde en heeft alleen directe werking als een nationale wet dat zo regelt of een hoge rechter zo beslist.
Is een Nederlands wettelijk voorschrift niet verenigbaar met een bepaling van een verdrag dat naar haar inhoud een ieder in Nederland kan verbinden, dan vindt dat Nederlandse wettelijke voorschrift geen toepassing (artikel 94 Grondwet). Of een verdragsbepaling een ieder kan verbinden, is afhankelijk van de regeling in het betreffende verdrag, in de regel moet het Koninkrijk der Nederlanden partij zijn bij het verdrag en het hebben geratificeerd. De voorrangsregel werkt automatisch, de rechterlijke macht moet bij elke beslissing in een individueel geval meewegen of er mogelijk strijd is met een regel uit een internationaal verdrag. Een burger kan er in een zaak uitdrukkelijk een beroep op doen, wat zal helpen dat de rechter ook dat aspect meeweegt maar het is niet verplicht.
Bij enkele internationale verdragen is de mogelijkheid geboden dat een burger de zaak kan voorleggen aan de bij het verdrag ingestelde instantie. Zo was in de 1980er jaren de uitsluiting van gehuwde vrouwen van pensioenregelingen reden voor feministische juristen, een indidviduele zaak voor te leggen aan het Europees Hof voor de Rechten van de Mens wegens strijd met het gelijkheidsbeginsel.

## Strekking van verdragen
Verdragen kunnen in principe elk onderwerp aangaan. Bekende soorten verdragen zijn de vredesverdragen (waarmee gewapende conflicten en oorlogen tot een eind worden gebracht), maar ook handelsverdragen, luchtvaartverdragen en belastingverdragen komen vaak voor. En daarnaast zijn nog vele andersoortige onderwerpen mogelijk: het verdrag van Kyoto handelt bijvoorbeeld over milieuaangelegenheden, de Berner Conventie van 1886 over auteursrechten en de Europese Unie bestaat door een verzameling verdragen tussen aangesloten landen.
Verdragen mogen niet ingaan tegen jus cogens-regels, algemeen aanvaarde regels. Staten mogen bijvoorbeeld geen verdrag sluiten om slavernij te bevorderen, aangezien een verbod op slavernij algemeen gezien wordt als een jus cogens-regel.

## Vaste onderdelen in verdragen
Naast specifieke tekst aangaande het onderwerp van het verdrag, bevatten veel verdragen ook tekst aangaande een aantal "standaard zaken". Hierbij valt te denken aan specificatie van:
- Tijd en datum van ingang van het verdrag (of andere vereisten hiervoor, zoals ratificatie)
- Voorwaarden voor opzegging of beëindiging van het verdrag en de gevolgen daarvan
- Voorbehouden of bezwaren van een partij
- Controle op de naleving
- Consequenties voor partijen die in gebreke blijven

## Verbindendheid van verdragen
Een verdrag is pas juridisch bindend indien is voldaan aan de bepalingen die daartomtrent in het verdrag zijn afgesproken. Tegenwoordig is dat meestal onder andere dat een minimum aantal partijen hun instemming hebben gegeven om gebonden te worden aan het verdrag. De instemming van de partijen is cruciaal, omdat zij (behoudens een regel van internationaal gewoonterecht) niet gebonden zijn aan internationale verplichtingen zonder hun instemming. Door de jaren heen zijn de staatsrechtelijke omstandigheden en de regels met betrekking tot instemming veranderd. Vroeger, tot aan de Franse Revolutie en de onafhankelijkheid van de Verenigde Staten, was het veelal zo dat een soeverein rechtstreeks juridisch bindende verdragen met andere staatshoofden kon sluiten. De onderhandelingen liepen veelal wel via diplomaten en/of juristen, maar er was alleen toestemming nodig van de soeverein. Omdat tegenwoordig veel landen een democratisch staatsrechtelijk systeem hebben, spelen de organen die burgers vertegenwoordigen, veelal nationale parlementen, een grote rol bij de totstandkoming van regelgeving. Het internationale recht dient daarom rekening te houden met de verschillende procedures die in verschillende staten gelden met betrekking tot het sluiten van verdragen.

### Weens Verdragenverdrag (WVV)
Het Weens Verdragenverdrag (WVV) beschrijft enkele manieren waarop staten zich aan een verdrag kunnen binden, voor zover dit bij verdrag niet (anders) is geregeld, de regels uit het verdrag gaan voor. Artikel 11 WVV bepaalt bijvoorbeeld dat de instemming van een staat om gebonden te worden aan een verdrag tot uitdrukking kan komen door "ondertekening, door uitwisseling van akten die een verdrag vormen, door bekrachtiging, aanvaarding, goedkeuring of toetreding, of door ieder ander overeengekomen middel".

### Registratie bij de Verenigde Naties
Verdragen tussen lidstaten van de Verenigde Naties moeten volgens het verdrag waarbij de Verenigde naties zijn opgericht, openbaar zijn. Achterliggende reden is te voorkomen dat staten geheime allianties kunnen sluiten. Daartoe moet elk verdrag ingevolge artikel 102 van het VN Handvest worden aangemeld bij de secretaris-generaal van de Verenigde Naties. Ingevolge het tweede lid van dat artikel geldt, dat indien een verdrag niet is geregistreerd bij de VN, de verdragsluitende staten zich niet tegenover enig orgaan van de Verenigde Naties (bijvoorbeeld bij het Internationaal Gerechtshof) op dat verdrag of die overeenkomst kunnen beroepen.

### Ondertekening
Soms is ondertekening (signature) van een verdrag door een daartoe bevoegd persoon voldoende voor inwerkingtreding. Ook hier staat de partijautonomie voorop en zal een ondertekening alleen verbindend zijn indien partijen dit wilden. Het eerste lid van artikel 12 WVV somt enkele gevallen op waarin wordt verondersteld dat staten deze bedoeling hadden, namelijk: indien dit uit de tekst van het verdrag blijkt, indien dit tijdens de onderhandelingen is afgesproken, indien de vertegenwoordiger van een partij dit te kennen heeft gegeven of als dit uit diens volmacht blijkt. Artikel 12 WVV is subsidiair van aard en de bedoeling van staten kan ook uit andere omstandigheden afgeleid worden, bijvoorbeeld uit de ter plaatse geldende rechtstraditie.
Het tweede lid van artikel 12 WVV gaat in op de vraag wat voor handelingen als ondertekening kunnen worden gezien. Allereerst zal ondertekening met (een deel van) de naam van de ondertekenaar als ondertekening gelden. Het is daarbij geenszins noodzakelijk dat de naam ook leesbaar is. Het is onduidelijk of een elektronische ondertekening ook geldt, maar aangenomen wordt dat dit mogelijk is indien de partijen dusdanig zijn overeengekomen. Sub a van het tweede lid maakt ondertekening middels een paraaf mogelijk. Ook hier geldt de voorwaarde dat de overige partijen hiermee akkoord gaan. Sub b beschrijft de situatie waarin de ondertekening door een vertegenwoordig ad referendum is gegeven. De vertegenwoordiger zal in zulk een geval ondertekenen en de woorden ad referendum daaran toevoegen. De bevestiging van de ondertekening door de staat heeft terugwerkende kracht. Een ondertekening ad referendum moet worden onderscheiden van de ondertekening onderworpen aan bekrachtiging (signature subject to ratification), waarbij de staat zich pas na bekrachtiging wenst te binden aan het verdrag.

### Uitwisseling van akten
De mogelijkheid van een staat om zich om door uitwisseling van akten (exchange of instruments) te binden aan een verdrag, is gebaseerd op de gegroeide praktijk van staten om verdragen in vereenvoudige vorm te sluiten (bijvoorbeeld in de vorm van een brief, note verbale of nota). Het kan gaan om stukken die binnen de normale diplomatieke betrekkingen tussen staten worden uitgewisseld. Doorslaggevende criterium is of de partijen de bedoeling hadden om zich te binden aan de inhoud van de akte.

### Bekrachtiging
Bekrachtiging (ratificatie) was een reactie op de Romeins rechtelijke regel dat een principaal gebonden kon worden door handelingen van een vertegenwoordiger. hierdoor kon de soeverein dus gebonden zijn aan ondertekening van een verdrag door zijn plenipotentiaris. De wens van de soeverein om niet direct gebonden te zijn aan een ondertekening van diens plenipotentiaris leidde tot de ontwerp en invoering van de rechtsfiguur dat een verdrag dat is ondertekend door een vertegenwoordiger, bekrachtigd moet worden door de vertegenwoordigde. Bekrachtiging werd gebruikt als controlemiddel van de soeverein om te garanderen dat de plenipotentiaris niet buiten zijn bevoegdheid was getreden bij het sluiten van een verdrag. De soeverein was dan ook verplicht om het verdrag te bekrachtigen als de plenipotentiaris binnen zijn bevoegdheid was gebleven. Het verdrag was dan met terugwerkende kracht geldig vanaf het moment van ondertekening. Deze zienswijze veranderde tegen het einde van de 18e eeuw. De idee kwam op dat alleen de soeverein zich kon binden aan een verdrag en hij had dan ook het volste recht om een ondertekend verdrag niet te bekrachtigen. Dien ten gevolge trad het verdrag pas vanaf het verlenen van de bekrachtiging in werking. Door de opkomst van nationale parlementen veranderde de houding ten opzichte van bekrachtiging wederom. In de meeste staten was een verdrag onderhavig aan de controle van het parlement, voordat de uitvoerende macht over kon gaan tot bekrachtiging. Met de inwerkingtreding van het Weens Verdragenverdrag is de standaardregel tegenwoordig dat bekrachtiging alleen nodig is voor inwerkingtreding van een verdrag indien de partijen dit zijn overeengekomen.

#### Aanvaarding en goedkeuring
Aanvaarding (acceptance) en goedkeuring (approval) zijn twee op bekrachtiging lijkende figuren. Aanvaarding is een vereenvoudigde vorm van bekrachtiging, waarbij de uitvoerende macht kan instemmen met een verdrag zonder dit aan het parlement te hoeven voorleggen. Aanvaardig van een verdrag omzeilt het parlement bij de instemming, waardoor de procedure vergemakkelijkt wordt. Het is ontstaan en ontwikkeld in het Amerikaanse rechtsysteem, waar de instemming van de Senaat soms lastig te verkrijgen is. Door de instemming niet bekrachtiging te noemen en de verdragen aan te merken als executive agreements is de instemming van de Senaat niet nodig. Het verschil tussen bekrachtiging en aanvaarding speelt zich derhalve voornamelijk binnen de interne rechtsorde van een staat af; internationaal rechterlijk is er geen verschil in rechtsgevolg. Daarnaast is aanvaarding ook mogelijk ter vervanging van de toetreding tot een verdrag.
Goedkeuring kan ook plaatsvinden zowel ter vervanging van bekrachtiging als ter vervanging van toetreding. Het wordt gezien als een simpelere procedure dan bekrachtiging, waar het staatshoofd niet aan te pas komt. Tot slot wordt de term goedkeuring ook gebruik voor internationale organisaties die instemmen met een verdrag. Goedkeuring kan door diverse actoren geschieden zoals, parlementen, premiers, ministers van buitenlandse zaken, et cetera. Goedkeuring van verdragen wordt onder andere in Nederland gebruikt, waarbij het parlement (stilzwijgend) moet instemmen met een verdrag. In België is de instemming (goedkeuring) van het parlement met een verdrag een voorwaarde voordat de Koning of de Gemeenschaps- en Gewestregering het verdrag kan bekrachtigen. Net als bij de aanvaarding is er geen verschil in rechtsgevolg tussen de goedkeuring en bekrachtiging van een verdrag. Het verschil tussen de rechtsfiguren ligt alleen in de nationaal gehanteerde procedures en terminologie.

### Toetreding
Toetreding (accession) is de methode van instemming met een verdrag indien een staat deze niet heeft ondertekend, bijvoorbeeld omdat hij niet bij de onderhandelingen aanwezig was of omdat ondertekening slechts een beperkt aantal staten is toegestaan, of omdat zij niet binnen de vastgestelde termijn het verdrag hebben ondertekend. De verdragspartijen moeten wel toestaan dat anderen tot het verdrag kunnen toetreden, doorgaans blijkt dit al uit de tekst van het verdrag zelf. Soms hebben aanvaarding en goedkeuring een vergelijkbaar effect als toetreding; het zal van de bewoording in het verdrag afhangen of met aanvaarding/goedkeuring een op toetreding of een op bekrachtiging lijkende procedure bedoeld is.

## Beheer en depositaris
Bij een verdrag kan worden geregeld welk orgaan of welke staat het beheer van het verdrag uitvoert; er kan een speciale organisatie voor worden opgericht. De beheerder van een verdrag heet depositaris. De beheerder van een verdrag kan onder de volgende taken hebben:
- bekendmaken wanneer het verdrag ingaat;
- bijhouden en bekendmaken welke partijen het verdrag hebben ondertekend en welke landen het geratificeerd hebben;
- bijhouden van nieuwe partijen
- bekendmaken tot wanneer het verdrag loopt;
- gemaakte afspraken en eventuele wijzigingen vastleggen; partijen  kunnen voorbehouden maken en verklaringen afleggen; andere partijen kunnen tegen voorbehouden bezwaar maken.
- partijen in het verdrag op de hoogte brengen van wijzigingen.

Het Koninkrijk der Nederlanden is depositaris van ongeveer 100 verdragen.

## Conflict
Veel verdragen geven aan hoe conflicten over de interpretatie of naleving van het verdrag dienen te worden opgelost. Soms wordt de oplossing van geschillen opgedragen aan het Internationaal Gerechtshof in Den Haag.

## Verandering en beëindiging van verdragen
Verdragen kunnen ook na de totstandkoming aangepast worden door de verdragspartijen. In het verdragenrecht wordt een onderscheid gemaakt tussen amendementen en wijzigingen van een verdrag. Hoewel het doel van beide methoden hetzelfde is, namelijk aanpassing van de verdragstekst, zijn het twee verschillende rechtsfiguren. Een amendement is een formele aanpassing van het verdrag die tot doel heeft de verdragsrelatie tussen alle partijen te veranderen. Een wijziging is daarentegen een informele aanpassing van verdragsbepalingen die onderling tussen specifieke partijen totstandkomt. Veel multilaterale verdragen bevatten zelf een procedure voor amendering van het verdrag, maar noodzakelijk is dit niet.
Indien het verdrag geen regels bevat kan er teruggegrepen worden op de bepalingen van het Weens Verdragenverdrag. Dit verdrag bepaalt dat voor amendering van een verdrag alle formaliteiten moeten worden doorlopen die ook van toepassing zijn bij de totstandkoming van een nieuw verdrag. Daarnaast moet een amendement voorgelegd worden aan alle staten die partij zijn bij het verdrag, zodat zij mee kunnen beslissen over de aanpassing. Het is echter niet nodig dat alle partijen het eens worden over de aanpassing; een staat kan er ook voor kiezen om geen partij te worden bij het amendement. In zo een geval geldt de aanpassing alleen tussen de staten die wel partij zijn geworden bij het amendement. Tussen een staat die geen partij is bij het amendement en een staat die het amendement wel aanvaard heeft blijven gewoon de oorspronkelijke verdragsbepalingen gelden. Voor wijziging van een verdrag tussen twee of meer partijen gelden simpelere regels. Een wijziging is toegestaan indien het verdrag hier uitdrukkelijk in voorziet, of indien de wijziging zelf geen rechten en plichten van de overige verdragspartijen schendt en tevens niet onvereenigbaar is met het verdrag.

### Beëindiging en opschorting
Verdragen kunnen ook beëindigd (buitenwerkingtreding) en opgeschort worden. Hier moet een onderscheid worden gemaakt in ex nunc en ex tunc. Bij ex nunc is een verdrag beëindigd of opgeschort vanaf het moment dat aan de voorwaarden daartoe wordt voldaan. Veelal staan die voorwaarden in het betreffende verdrag zelf of sluiten de partijen later een akkoord daarover. Daarnaast kunnen verdragen worden beëindigd of opgeschort bij:
- het sluiten van een nieuw verdrag door alle partijen die bij een eerder, tegenstrijdig, verdrag betrokken waren;
- schending van het verdrag op een manier waardoor het doel van het verdrag niet bereikt kan worden;
- overmacht (bijvoorbeeld bij een natuurramp die het nakomen van verdragsverplichtingen onmogelijk maakt);
- rebus sic stantibus.

Bij ex tunc is sprake van nietigheid: het verdrag of onderdelen daarvan worden verondersteld nooit bestaan te hebben.
Er zijn twee categorieën nietigheid: relatieve en absolute. Relatieve nietigheid betreft slechts een deel van een verdrag en wordt ingeroepen wanneer:
- een staat te goeder trouw partij werd bij het verdrag, terwijl dat volgens fundamentele nationale wetgeving over het sluiten van verdragen niet mocht;
- vergissingen bij het opstellen van een verdrag (dwalingen), zoals fouten op landkaarten bij het bepalen van grenzen;
- het bedriegen van de ene staat door een andere;
- omkoperij en andere vormen van corruptie.

Absolute nietigheid slaat op het hele verdrag en is van toepassing bij:
- dwang op de vertegenwoordiger van een staat;
- bedreiging met of gebruik van geweld tegen een staat;
- schending of totstandkoming van een jus cogens-regel.

## Voorbeelden
Voorbeelden van voor België en Nederland belangrijke internationale verdragen uit de geschiedenis zijn:
- Verdrag van Verdun,
- Concordaat van Worms,
- Vrede van Utrecht,
- Pacificatie van Gent en
- Vrede van Münster.

Voorbeelden van oude verdragen die nog (deels) gelden of doorwerken:
- Berner Conventie (auteursrechten),
- Haagse Vredesconferenties,
- Geneefse Conventies (behandeling oorlogsdoden en - gewonden),
- Verdrag van Versailles (beëindiging Eerste Wereldoorlog) en
- Conferenties van Jalta en Potsdam (regeling invloedssferen na Tweede Wereldoorlog).

Enkele belangrijke internationale verdragen die nu nog gelden:
- Handvest van de Verenigde Naties (oprichting VN),
- Noord-Atlantisch Verdrag (oprichting NATO),
- Verdrag tot oprichting van de Europese Economische Gemeenschap (oprichting voorloper EU),
- Verdrag van Wenen inzake het verdragenrecht,
- Europees Octrooiverdrag,
- Maanverdrag,
- Klimaatverdrag,
- Statuut van Rome inzake het Internationaal Strafhof,
- Europees Verdrag tot bescherming van de rechten van de mens en de fundamentele vrijheden (EVRM).